# Twierdzenie Mellina o inwersji
Twierdzenia Mellina o inwersji – twierdzenie mówiące o warunkach, dla których możemy zastosować transformację Mellina lub jej odwrotność, aby uzyskać funkcję, na której zastosowaliśmy je. Twierdzenie nosi nazwisko Hjalmara Mellina.

## Treść twierdzenia
Niech {\displaystyle \varphi (s)} będzie funkcją analityczną w obszarze {\displaystyle a<\Re (s)<b}, która dąży jednostajnie do 0 gdy {\displaystyle \Im (s)\to \pm \infty } dla dowolnej wartości {\displaystyle \Re (s)} w tym obszarze i dla której
{\displaystyle \int _{c-\infty i}^{c+\infty i}|\varphi (s)|ds<\infty }
dla dowolnej liczby {\displaystyle c\in (a,b)}. Wówczas
{\displaystyle f(x)=\{{\mathcal {M}}^{-1}\varphi \}(x)={\frac {1}{2\pi i}}\int _{c-\infty i}^{c+\infty i}x^{-s}\varphi (s)\;ds}
wtedy i tylko wtedy, gdy
{\displaystyle \varphi (s)=\{{\mathcal {M}}f\}(s)=\int _{0}^{\infty }x^{s-1}f(x)\;dx}.